# Sint-Johanneskerk (Osnabrück)
De Sint-Johanneskerk (Duits: St. Johann) is een voormalige stiftskerk in Osnabrück. Het is een van de vroegste gotische hallenkerken van Duitsland. Schutspatroon van de kerk is Johannes de Doper

## Geschiedenis
Tijdens het bisschopambt van Dietmar van Osnabrück (1003–1023) werd een aan Johannes de Doper collegiaatstift opgericht. Daarvan werd op 13 juli 1011 de eerste steen gelegd. Rond het stift en de Latijnse school ontwikkelde zich een nieuw stadsdeel, dat los van Osnabrück werd bestuurd.
Op 25 maart 1256 werd de eerste steen gelegd door bisschop Bruno voor een nieuwe stifts- en parochiekerk. Hiermee werd een begin gemaakt met de bouw van de huidige kerk. Waarschijnlijk werd eerst begonnen met het optrekken van het koor en het dwarsschip, die om de oude kerk heen werden gebouwd. Tijdens de wijding van de kerk op 18 augustus 1292 waren de bouwwerkzaamheden nog niet af. Tot het begin van de 14e eeuw werd verder gewerkt aan het gebouw.

## Beschrijving
De Johanneskerk is een drieschepige, uit drie traveeën bestaande, hallenkerk met een oostelijk transept en een rechthoekig gesloten koor. Tussen het koor en de zuidelijke arm van het transept bevindt zich een sacristie, terwijl tussen het koor en de noordelijk arm van het transept de stiftsgebouwen zijn aangebouwd. In het noorden sluit zich de kruisgang met de kruiskapel als gebedsruimte aan. Het bouwwerk heeft een oostelijke oriëntatie.
Het oorspronkelijk zeer rijke maaswerk werd tijdens de Tweede Wereldoorlog beschadigd en aansluitend met eenvoudiger vormen in de stijl van de baksteengotiek vernieuwd. Het rechthoekig koor bevat drie vensters waarvan het middelste venster het hoogste is. De vensters van het transept en kerkschip met daartussen de steunberen waren de eerste hoge, vierdelige gotische vensters van Osnabrück. Het eenvoudig en oorspronkelijk portaalloze westwerk heeft sinds een restauratie van voor de Tweede Wereldoorlog boven het portaal een groot roosvenster. Boven de machtige onderbouw verheffen zich twee, drie verdiepingen tellende, torens. De eerste verdiepingen van de beide torens worden door een zogenaamde westriegel met elkaar verbonden. De vensters van de torens zijn eender en gelijkmatig verdeeld over de verdiepingen. De noordwestelijke toren heeft een eenvoudig piramidedak, terwijl de zuidwestelijke toren een eenvoudige barok koepeldak met lantaarn.

## Interieur
Ofschoon de kruisvormige plattegrond en verschillende bouwelementen nog de geest van de romaanse architectuur ademen, is het totaalbeeld van het interieur vroeggotisch. De fundamenten van het koor van de voorganger bevinden zich onder de viering.
- Van het hoogaltaar van eikenhout uit 1512 dat gemaakt werd door Evert van Roden is slechts het middendeel bewaard gebleven. Tegenwoordig staat het voormalige vleugelaltaar weer op de oude plaats. Op grond van de huidige afmetingen (2,70 meter hoog bij 3,77 meter breed) wordt de oorspronkelijke breedte op 7,54 meter geschat. Sinds wanneer de vleugels ontbreken is onbekend.
- De 16 levensgrote beelden van zandsteen aan de muren van het koor en de vieringpijlers zijn op verschillende momenten door verschillende kunstenaars gemaakt. Ze stellen Salvator, Maria, Johannes de Doper, Johannes de Evangelist en de twaalf apostelen voor. De oudste beelden zijn de twee Johannesbeelden (1400). De beelden van Petrus en Paulus zijn afkomstig van een hoogaltaar van een Jezuïetenkerk en dateren van 1630. De overige beelden zijn op zijn laatst in 1440 gemaakt.
- Het rijk gedecoreerde sacramentshuisje van zandsteen is niet volledig behouden. Het bovenste deel ontbreekt. Het sacramentshuisje dateert uit de 15e eeuw.
- De portalen van de kerk dateren uit de 13e eeuw. Slechts het westelijke noordportaal is origineel. Het bruidsportaal op de zuidelijke zijde was oorspronkelijk met een klaverbladboog versierd.
- In het koor van de kerk staat het koorgestoelte. Op grond van de decoraties wordt het gestoelte op begin 14e eeuw gedateerd. Een eikenhouten gestoelte met drie zetels ontstond omstreeks 1380.
- De kerk heeft meerdere 16e- en 17e-eeuwse epitafen.
- Het orgel op de westelijke galerij werd in 1978 door de orgelbouwer Kreienbrink gebouwd. Hierbij werd pijpmateriaal (in totaal 17 registers) van het historische voorgangerorgel uit de 18e eeuw geïntegreerd in het nieuwe instrument. In 1998 werd het orgel verbouwd en in een nieuwe orgelkas op de huidige plek geplaatst. De speeltracturen zijn mechanisch, de registertracturen elektrisch.
- In de Kruiskapel bevindt zich de helft van een voormalige dubbelmadonna in een stralenkrans uit de 15e eeuw. De andere helft bevindt zich in de Sint-Ansgariuskerk in Osnabrück-Nahne.

## Afbeeldingen

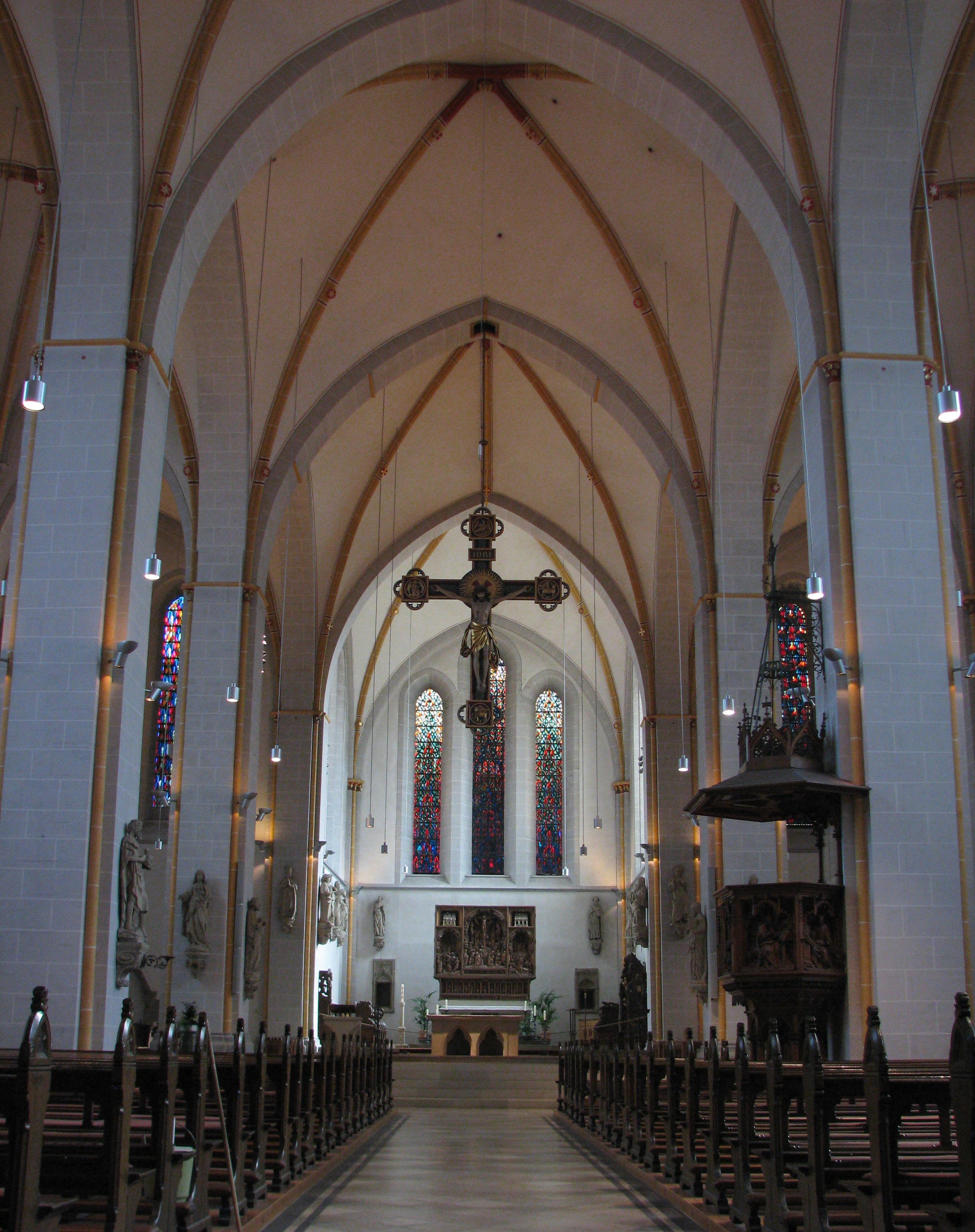
Interieur richting koor
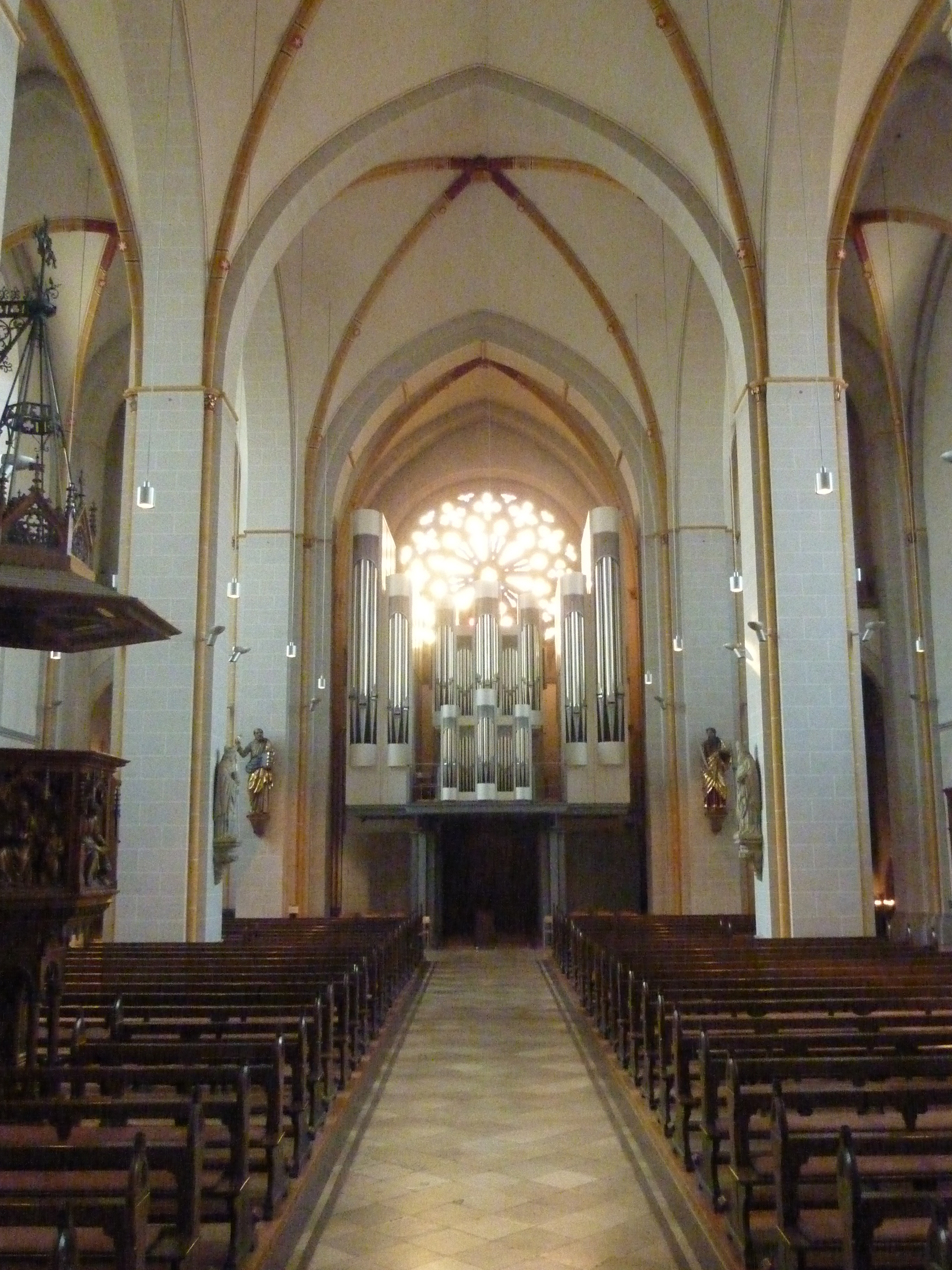
Interieur richting orgel
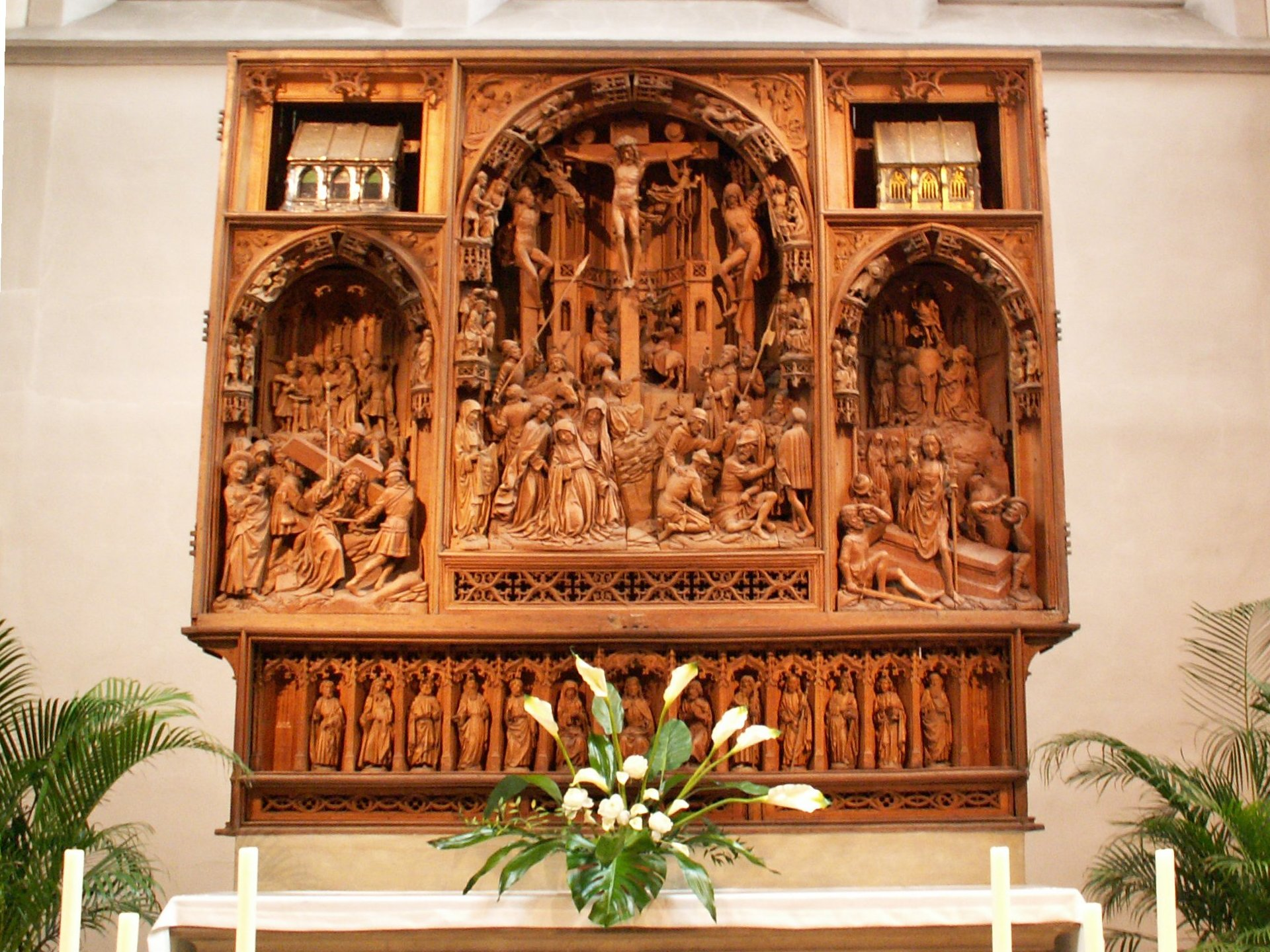
Hoofdaltaar